# Adolf Ende

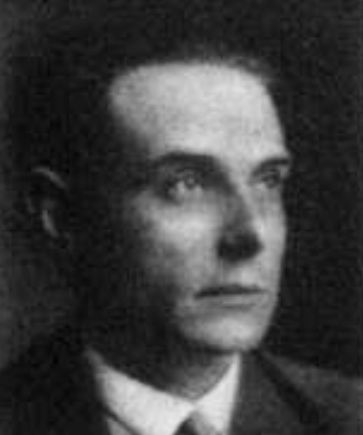
Adolf Ende (um 1928)

Adolf Ende, Pseudonyme: Lex Ende, Lex Breuer (* 6. April 1899 in Bad Kissingen, Unterfranken; † 15. Januar 1951 in Hilbersdorf, Sachsen) war ein deutscher Journalist, Publizist und Politiker.

## Leben
Der Sohn eines Kunsthändlers wurde Ende 1917 Soldat und nahm als 18-Jähriger am Ersten Weltkrieg teil. Die Novemberrevolution erlebte er als Mitglied des Soldatenrats in Koblenz. Nach dem Krieg wurde er 1918 zunächst Mitglied der Unabhängigen Sozialdemokratischen Partei Deutschlands (USPD), aber schon 1919 Mitglied der Kommunistischen Partei Deutschlands (KPD). Unter dem Pseudonym Lex Breuer war er bis 1928 Redakteur verschiedener Parteizeitungen.
Von 1924 bis 1928 war er Mitglied der KPD-Bezirksleitung Ruhrgebiet, anschließend Politischer Leiter des Bezirks Niederrhein und von 1928 bis 1930 Abgeordneter im Reichstag der Weimarer Republik (4. Wahlperiode).
Ende orientierte sich innerhalb der KPD an den „Versöhnlern“, was ihm im Dezember 1928 Funktionsenthebungen einbrachte. Nachdem er 1929 mit den „Versöhnlern“ gebrochen hatte, war er anschließend wieder Redakteur der Roten Fahne und ab 1930 der „Illustrierten Roten Post“. Bis 1934 illegal in Deutschland, emigrierte er 1935 ins Saargebiet und 1936 nach Prag. Ab 1937 war er Redakteur der Deutschen Volkszeitung in Paris. 1939 wurde er in Le Vernet interniert, anschließend flüchtete er vor der Wehrmacht nach Marseille. Dort kämpfte er in der Résistance in Südfrankreich und nahm an den Kämpfen zur Befreiung von Marseille teil.
Nach dem deutsch-französischen Waffenstillstand konstituierte sich im August 1940 in Toulouse eine illegale Leitung der KPD in Frankreich. Für sie arbeitete Ende als Beauftragter für das Gebiet Marseille und als Verantwortlicher für alle Auswanderungsangelegenheiten. Man wollte deutsche Kommunisten aus den Internierungslagern befreien und deren Ausreise aus Frankreich ermöglichen. Im November 1941 gab das Zentralkomitee der Kommunistischen Partei Frankreichs (KPF) die offizielle Genehmigung zur Schaffung der Westleitung der KPD in Paris. Entsprechend wurden die führenden Parteimitglieder aus dem unbesetzten Südfrankreich ultimativ nach Nordfrankreich beordert. Dieser Aufforderung folgte u. a. auch Ende nicht, sondern er bemühte sich weiterhin um Ausreisemöglichkeiten für sie nach Übersee. Daraufhin untersagte das ZK der KPF im April 1942 jede weitere Ausreise von Kommunisten aus Frankreich, da diese „für den Kampf in Frankreich dringend benötigt wurden“. Auch dieser Anordnung folgten Ende und andere Verantwortliche nicht. Daraufhin wurde Ende, dem im Mai 1942 die Leitung der KPD in Südfrankreich übertragen worden war, im August 1942 seiner Funktionen enthoben und gegen ihn unmittelbar nach Kriegsende im Auftrag der KPF durch die Westleitung der KPD ein Parteiausschlussverfahren eröffnet. Ihm wurden „Sabotage der Arbeit unter den deutschen Soldaten, Verleumdung der französischen und deutschen Parteiführung und Zersetzung unter der deutschen Mitgliedschaft“ vorgeworfen. Die Untersuchungskommission unter der Leitung von Herbert Müller plädierte abschließend im Juli 1945 für Endes Parteiausschluss.
Im September 1945 kehrte Ende aus französischem Exil nach Deutschland zurück und wurde am 17. April 1946 in Berlin wieder in die KPD aufgenommen. Von Oktober 1945 bis Juni 1946 war er Chefredakteur der Zeitung „Der freie Bauer“. Im August 1946 wurde er unter dem Pseudonym Lex Ende sogar Chefredakteur des SED-Zentralorgans „Neues Deutschland“. Doch im Zuge der Anti-Tito-Kampagne wurde er als West-Emigrant im Juni 1949 abgelöst und anschließend zum Chefredakteur der Friedenspost, der Wochenzeitung der Gesellschaft für Deutsch-Sowjetische Freundschaft, degradiert.
Am 24. August 1950 wurde er in einer Erklärung des Zentralkomitees und der Zentralen Parteikontrollkommission der SED im Zusammenhang mit den stalinistischen Schauprozessen in Ungarn gegen László Rajk und in Bulgarien gegen Trajtscho Kostow der Zusammenarbeit mit Noel Field beschuldigt und mit anderen aus der SED ausgeschlossen. Dabei wurden ihm die gleichen Vorwürfe wie in seinem ersten Parteiausschlussverfahren im Juni 1945 gemacht, z. B. seine Unterstützung der Emigration deutscher Kommunisten aus Frankreich nach Übersee, auch nach dem deutschen Überfall auf die Sowjetunion.
Ende wurde aber nicht wie andere verhaftet, sondern als Betriebsbuchhalter des Hüttenwerks Muldenhütten beschäftigt. Ende verstarb bereits im Januar 1951. So entging er seiner Einbeziehung in die nächste Runde der osteuropäischen Schauprozesse.
Das ZK der SED erklärte auf seiner 28. Tagung vom 27. bis 29. Juli 1956, dass alle Maßnahmen gegen deutsche Kommunisten, die im Zusammenhang mit der Noel-Field-Affäre und den Schauprozessen in Ungarn und Bulgarien ergriffen worden waren, ungerechtfertigt gewesen seien. Lex Ende wurde in diesem Zusammenhang nicht erwähnt. Die SED rehabilitierte ihn erst am 29. November 1989.

## Publikationen
- Lex Ende: Ihr könnt das Wort verbieten. In: Die Linkskurve. 3. Jg. Nr. 9. September 1931, S. 7–9.
- Lex Ende: Im Geiste Lenins. [Rede. Hrsg. von der Gesellschaft für deutsch-sowjetische Freundschaft]. Kultur und Fortschritt, Berlin 1950.